# Patrick Brown (Eishockeyspieler)
Patrick Wellington Brown (* 29. Mai 1992 in Bloomfield Hills, Michigan) ist ein US-amerikanischer Eishockeyspieler, der seit Juli 2023 bei den Boston Bruins aus der National Hockey League (NHL) unter Vertrag steht und parallel für deren Farmteam, die Providence Bruins, in der American Hockey League auf der Position des Centers spielt. Zuvor war Brown bereits für die Organisationen der Carolina Hurricanes, Vegas Golden Knights, Philadelphia Flyers und Ottawa Senators in der NHL aktiv.

## Karriere

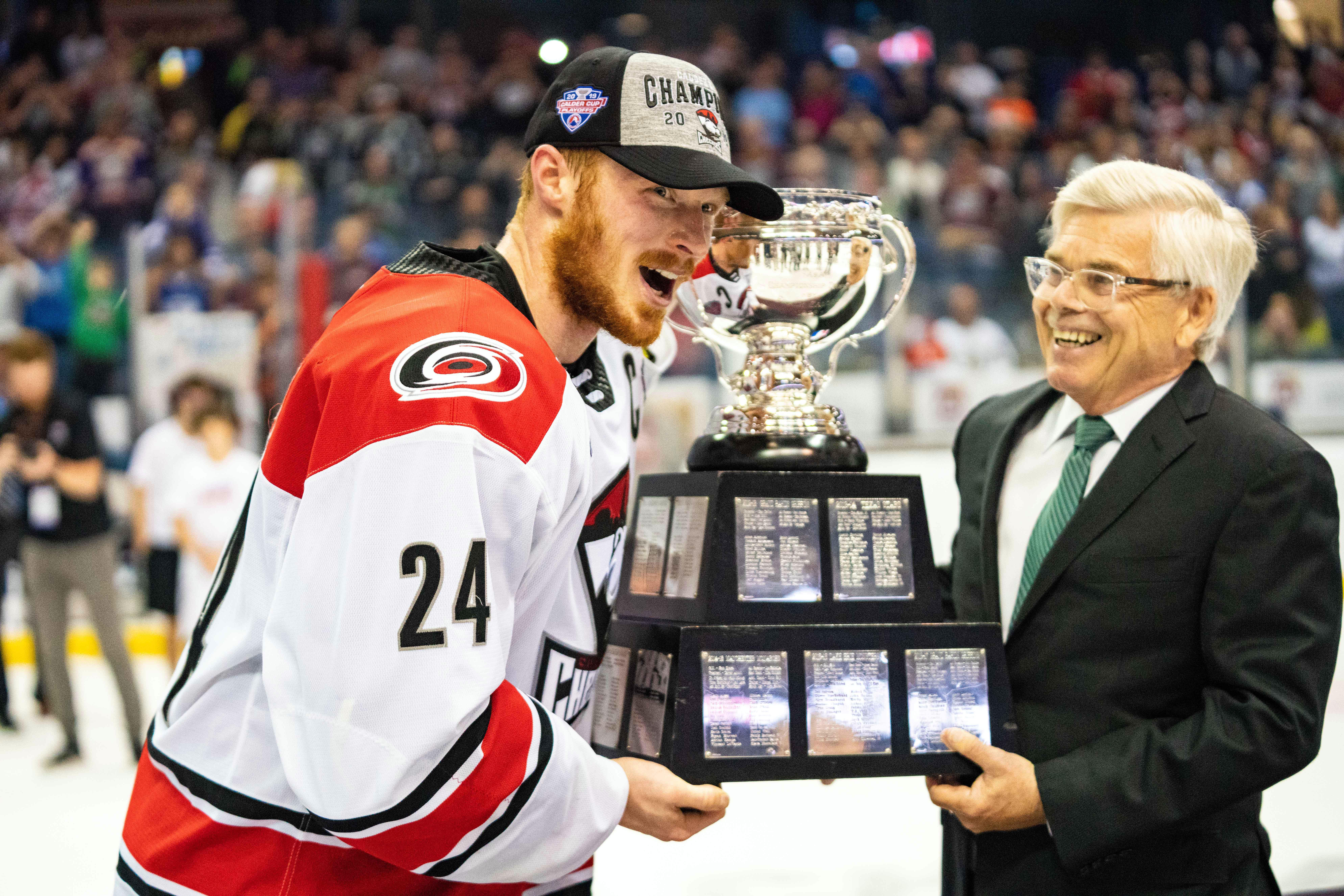
Brown mit dem Calder Cup (2019)

Brown wechselte nach Abschluss der High School im Sommer 2010 ans Boston College. Dort verfolgte er in den folgenden vier Jahren ein Studium. Parallel spielte er während des Zeitraums von 2010 bis 2014 für das Eishockeyteam des Colleges in der Hockey East, einer Division im Spielbetrieb der National Collegiate Athletic Association. In den ersten beiden Jahren, in denen das Team zweimal die Divisions-Meisterschaft der Hockey East sowie die nationale College-Meisterschaft, spielte der Stürmer jedoch nur eine untergeordnete Rolle in der Mannschaft. Dennoch wurde er in beiden Jahren in All-Academic Team der Hockey East berufen. Ab dem dritten Jahr, das mit der dritten Nominierung für das All-Academic Team endete, kam Brown häufiger zum Einsatz. Sein letztes Jahr bestritt er schließlich als Mannschaftskapitän des Teams und sammelte 30 Scorerpunkte in 40 Einsätzen. Insgesamt schloss er seine Collegekarriere im Frühjahr 2014 mit 43 Punkten in 120 Spielen ab.
Nachdem der Angreifer ungedraftet geblieben war, wurde er Mitte April 2014 von den Carolina Hurricanes aus der National Hockey League für zwei Jahre verpflichtet. Die Hurricanes setzten Brown mit Beginn der Saison 2014/15 in ihrem Farmteam Charlotte Checkers in der American Hockey League ein. Dort gehörte er in den folgenden beiden Jahren zum Stammkader, absolvierte in diesem Zeitraum aber auch 14 NHL-Spiele für Carolina. Im Sommer 2016 verlängerten die Carolina Hurricanes den auslaufenden Vertrag um ein Jahr und setzten ihn im Verlauf der Spielzeit 2016/17 hauptsächlich in der AHL ein. Mit den Checkers gewann er am Saisonende den Calder Cup.
Nach fünf Jahren in der Organisation der Hurricanes wechselte Brown im Juli 2019 als Free Agent zu den Vegas Golden Knights. Dort verbrachte der US-Amerikaner die Saison 2019/20 bei deren Kooperationspartner Chicago Wolves, ehe die Golden Knights im folgenden Sommer das Farmteam wechselten. Brown spielte fortan für die Henderson Silver Knights. Zum Ende der Spielzeit 2020/21 etablierte er sich schließlich im NHL-Aufgebot der Golden Knights. Im Oktober gelangte der Stürmer über den Waiver zu den Philadelphia Flyers, wo er sich schließlich in der NHL etablierte. Im März 2023 wurde Brown von den Flyers im Tausch für ein Sechstrunden-Wahlrecht im NHL Entry Draft 2023 zu den Ottawa Senators transferiert. Dort beendete er die Saison und wechselte anschließend, ebenfalls als Free Agent, zu den Boston Bruins.

### International
Für sein Heimatland debütierte Brown im Rahmen der Weltmeisterschaft 2023, als er mit dem US-amerikanischen Team den vierten Platz belegte. In sieben Turniereinsätzen gelang dem Stürmer dabei eine Torvorlage.

## Erfolge und Auszeichnungen
| - 2011 Lamoriello-Trophy-Gewinn mit dem Boston College - 2011 Hockey East All-Academic Team - 2012 Lamoriello-Trophy-Gewinn mit dem Boston College - 2012 Hockey East All-Academic Team | - 2012 NCAA-Division-I-Championship mit dem Boston College - 2013 Hockey East All-Academic Team - 2019 Calder-Cup-Gewinn mit den Charlotte Checkers |

## Karrierestatistik
Stand: Ende der Saison 2024/25

### International
Vertrat die USA bei:
- Weltmeisterschaft 2023

(Legende zur Spielerstatistik: Sp oder GP = absolvierte Spiele; T oder G = erzielte Tore; V oder A = erzielte Assists; Pkt oder Pts = erzielte Scorerpunkte; SM oder PIM = erhaltene Strafminuten; +/− = Plus/Minus-Bilanz; PP = erzielte Überzahltore; SH = erzielte Unterzahltore; GW = erzielte Siegtore; 1 Play-downs/Relegation; Kursiv: Statistik nicht vollständig)

## Familie
Browns Vater Doug war ebenfalls in der National Hockey League aktiv, bestritt zwischen 1986 und 2001 insgesamt 963 Spiele und gewann zweimal den Stanley Cup. Darüber hinaus nahm er an vier Weltmeisterschaften und dem Canada Cup 1991 teil. Doug Browns jüngerer Sohn Christopher Brown ist ebenfalls Eishockeyspieler und wurde im NHL Entry Draft 2014 in der sechsten Runde an 151. Position von den Buffalo Sabres ausgewählt.
Sein Onkel Greg Brown war zwischen 1990 und 2003 unter anderem in der NHL und in der Deutschen Eishockey Liga (DEL) aktiv. Wie sein älterer Bruder Doug war ebenfalls mehrfacher US-amerikanischer Nationalspieler. Für sein Heimatland absolvierte er unter anderem drei Weltmeisterschaften und zwei Olympische Winterspiele. Dessen Schwager John Mara ist Mitbesitzer des Franchises New York Giants aus der National Football League.